# Stelis tricardium
Stelis tricardium là một loài lan có mặt từ Ecuador to Peru.